# Douglas Rain
Douglas Rain (Winnipeg, Manitoba, 1928. március 13. – St. Marys, Ontario, 2018. november 11.) kanadai színész.

## Fontosabb filmjei
- Oedipus Rex (1957)
- One Plus One (1961)
- William Lyon Mackenzie: A Friend to His Country (1961, rövidfilm)
- Robert Baldwin: A Matter of Principle (1961, rövidfilm)
- The Other Man (1963, tv-film)
- Twelfth Night (1964, tv-film)
- Henry V (1966, tv-film)
- 2001: Űrodüsszeia (2001: A Space Odyssey) (1968, hang)
- Talking to a Stranger (1971, tv-film)
- A hétalvó (Sleeper) (1973, hang)
- The Man Who Skied Down Everest (1974, hang)
- 2010 – A kapcsolat éve (2010: The Year We Make Contact) (1984, hang)
- Szerelem és cselszövés (Love and Larceny) (1985, tv-film)